# 阿爾帕河

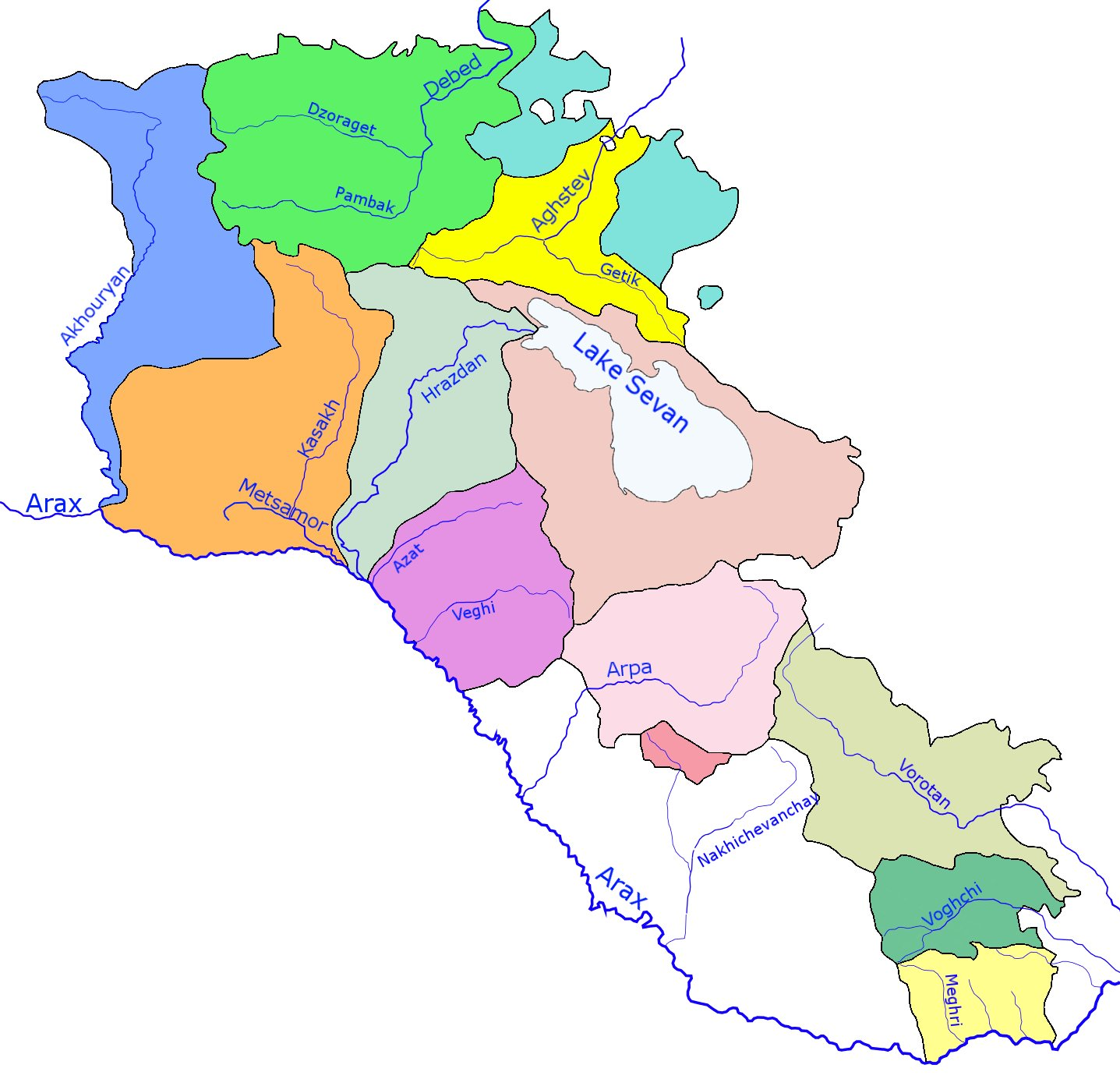

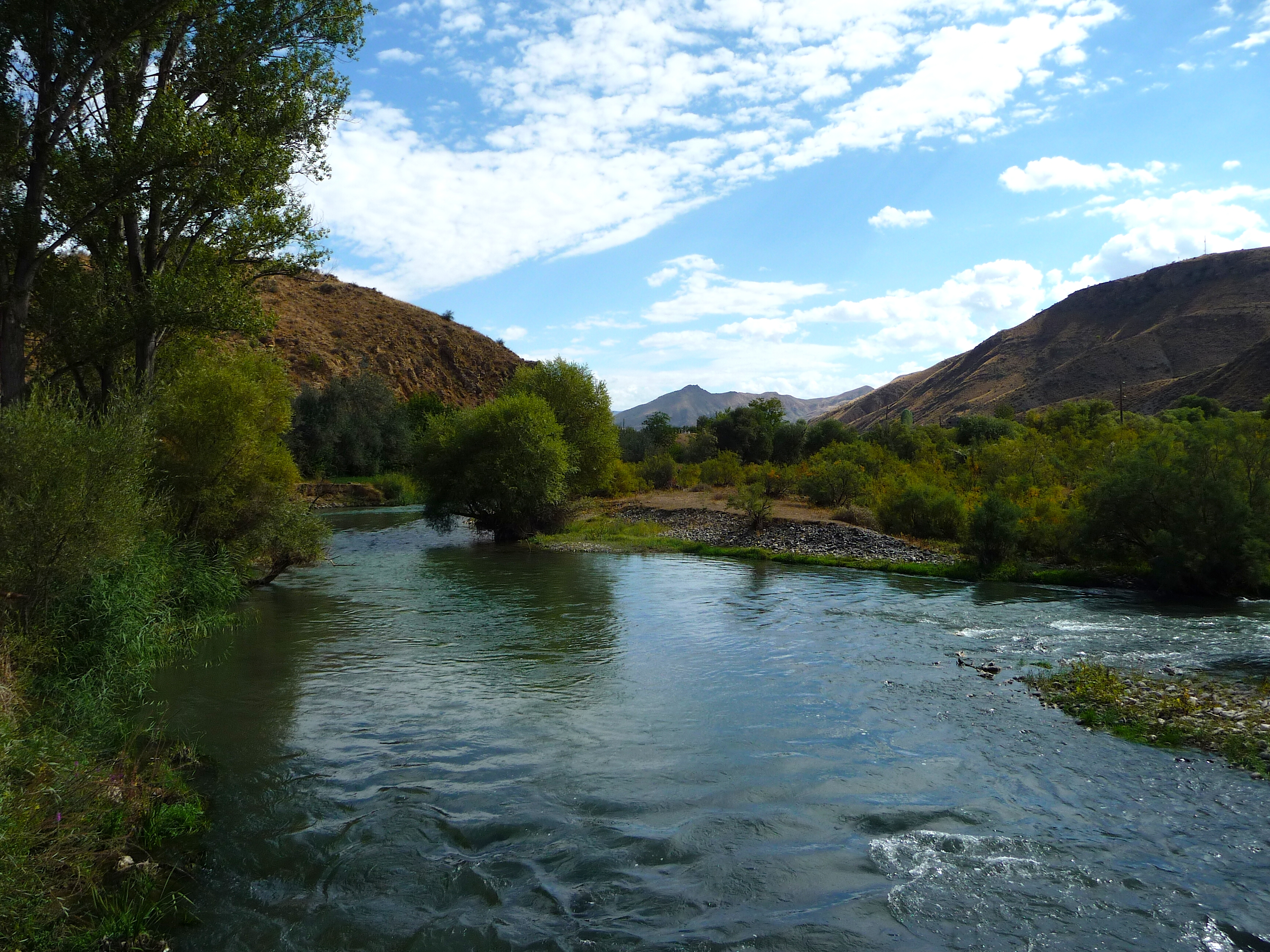
亚美尼亚瓦約茨佐爾州境内的河段

阿爾帕河（羅馬化：Arpa），是西亞的河流，屬於阿拉斯河的左支流，流經亞美尼亞的瓦約茨佐爾州和阿塞拜疆的納希契凡自治共和國，河道全長128公里，流域面積2,630平方公里。